# Hexatoma caesia
Hexatoma caesia là một loài ruồi trong họ Limoniidae. Chúng phân bố ở miền Cổ bắc.